# Pohl (Allemagne)
Pour les articles homonymes, voir Pohl.
Pohl est une municipalité du Verbandsgemeinde Nassau, dans l'arrondissement de Rhin-Lahn, en Rhénanie-Palatinat, dans l'ouest de l'Allemagne, sur la route 260, dite route du Limes allemand. Un Kastell romain y a été reconstitué en 2011.

## Références

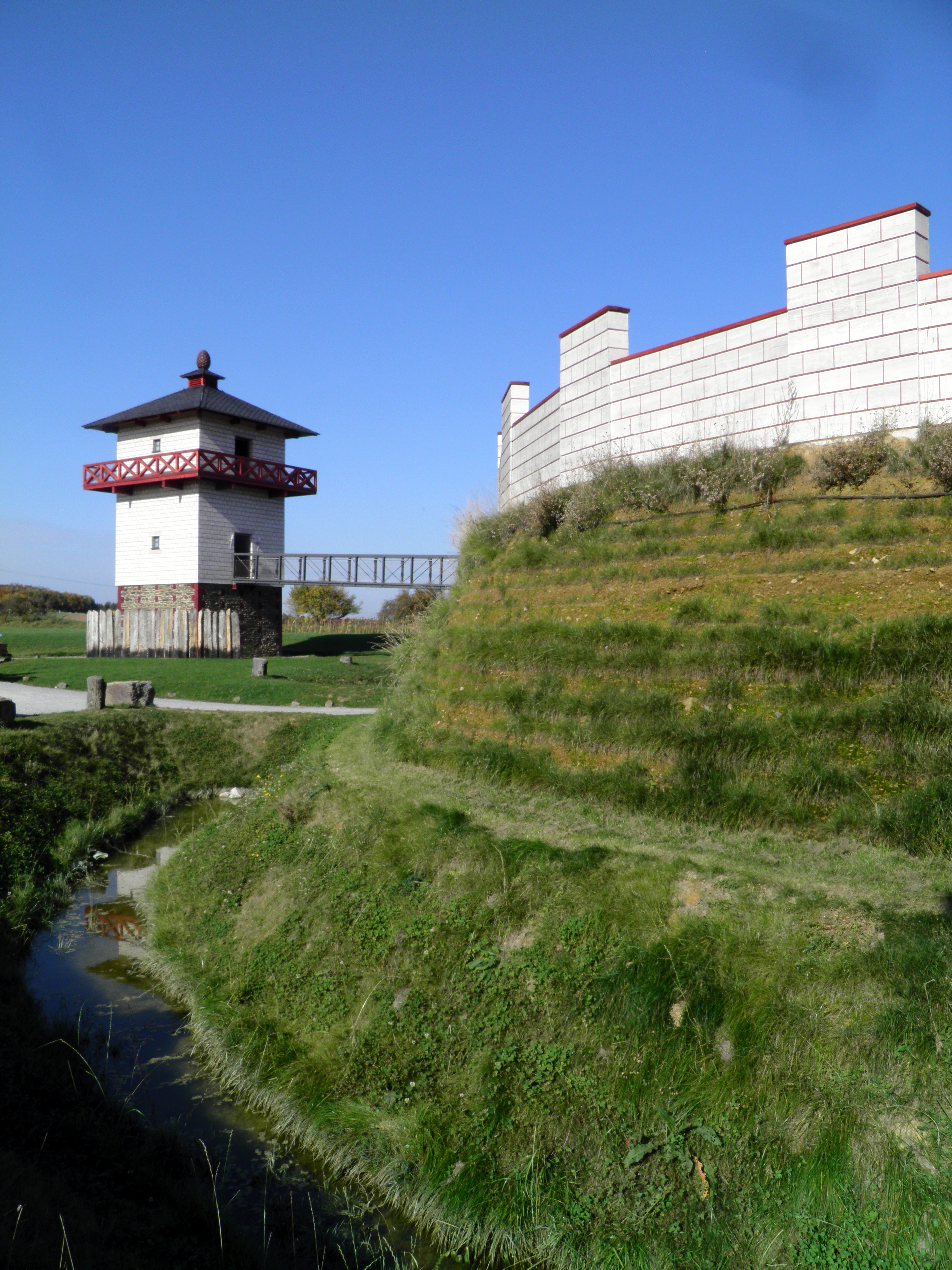
Reconstitution d'un fort romain à Pohl